# 강철 조약

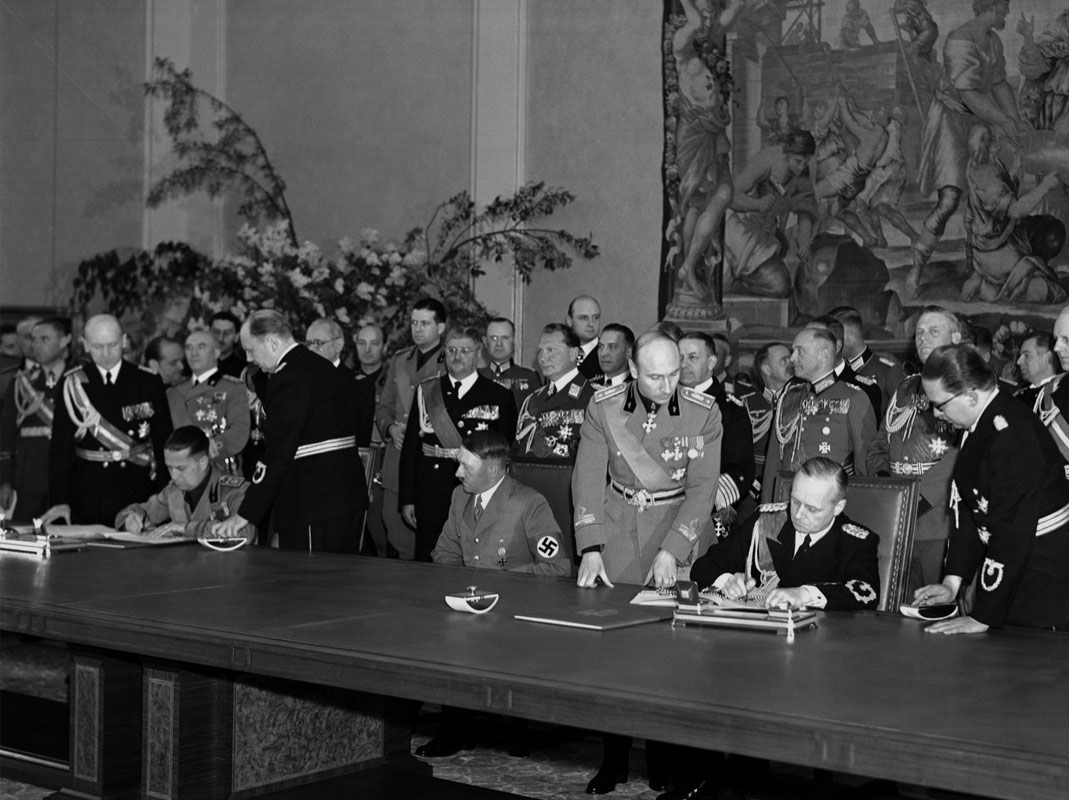
강철 조약 체결식

강철 조약(鋼鐵條約, 독일어: Stahlpakt, 이탈리아어: Patto d'Acciaio, 영어: Pact of Steel, Pact of Friendship and Alliance between Germany and Italy)은 1939년 5월 22일 나치 독일과 이탈리아 왕국 양국이 맺은 조약으로 독일의 요아힘 폰 리벤트로프와 이탈리아의 갈레아초 치아노가 이 조약에 서명했다.
이 조약은 두 가지 항목으로 나뉘었는데 첫 번째 항목은 독일과 이탈리아 양국의 영구적인 신뢰와 협력에 관한 내용을 담고 있었으며 두 번째 항목은 독일과 이탈리아 양국이 군사·경제 정책의 통합을 권유한다는 내용을 담고 있었다. 그러나 치아노를 포함한 몇몇 이탈리아 정부 관리들은 이 조약에 반대했다.
이 조약의 원래 이름은 피의 조약(독일어: Pakt des Blutes, 이탈리아어: Patto di sangue, 영어: Pact of Blood)이었으나 이탈리아측이 이름이 좋지 않다고 지적하였고 베니토 무솔리니가 '강철 조약'이라는 다른 이름을 붙여주었다.

## 같이 보기
- 독일-소련 불가침 조약
- 방공 협정
- 삼국 동맹 조약